# سپیده‌دم (روزنامه)
سپیده‌دم نام یکی از مطبوعات استان فارس در دوران قاجاریه است.
این روزنامه از سال ۱۳۴۰ هـ.ق به وسیله لطفعلی صورتگر در شیراز به چاپ رسیده است.